# Schenefeld
Schenefeld (dolnoniem. Scheenfeld) – miasto w północnych Niemczech, w kraju związkowym Szlezwik-Holsztyn, w powiecie Pinneberg.